# Torsten Hedlund
Torsten Hedlund, född 1 augusti 1855 i Göteborg, död 6 april 1935 i Göteborg, var en svensk redaktör, journalist, bokförläggare och fotograf.
Han var son till redaktören Sven Adolf Hedlund och Kristina Maria (Stina) Rudenschöld samt från 1878 gift med Maria Helena Scholander och bror till Elin och Mathilda Hedlund samt kusin med arkitekten Hans Hedlund och politikern Henrik Hedlund. 
Hedlund studerade vid Meijerberg-Herslowska och Schillerska
skolan i Göteborg och en period vid Chalmerska slöjdskolan 1872 innan han praktiserade vid C. G. Naumanns Buchdruckerei i Leipzig. Från 1884 drev han tillsammans med Waldemar Dahllöf fotoateljén Dahllöf & Hedlund  i hörnet Vasagatan-Viktoriagatan i Göteborg. Samtidigt arbetade han en tid som föreståndare vid ett boktryckeri innan han blev chef för Göteborgs Handelstidnings Stockholmsredaktion, han var 
chefredaktör vid Göteborgs-Tidningen 1904–1906 och verkställande direktör vid Göteborgs
Handelstidnings AB 1906–1914. Som skribent publicerade han artiklar vid sidan av sitt eget namn under signaturerna T. R. H.,
Sten Stambo och Panarion. Som fotograf är han representerad med ett flertal porträttfotografier vid Kungliga biblioteket  och stadsvyer vid Göteborgs stadsmuseum. Under åren 1886–1888 utgav han i Göteborg tidskriften Illustreradt Året om  som följdes av Torsten Hedlunds förlags utgivning av tidskriften Illustrerade 25-öres magasinet  1899-1900 och Sol  1901. Han efterträdde  sin far i styrelsen för Chalmerska ritskolan 1878 och blev kvar som styrelseledamot fram till 1890. Torsten Hedlund är begravd på Östra kyrkogården i Göteborg.